# Ryszard Pielesz
Ryszard Pielesz (ur. 1961 w Tarnowskich Górach) – artysta grafik, doktor habilitowany sztuki, profesor Uniwersytetu Śląskiego w Katowicach. Pracuje w cieszyńskim Instytucie Sztuki UŚ, gdzie prowadzi Pracownię Projektowania Graficznego.
Prezentował swoje prace na wystawach indywidualnych m.in. w Tokio, Londynie, Berlinie, Maastrricht i Kopenhadze.
Zajmuje się grafiką warsztatową realizując prace w technikach cyfrowych. Mieszka w Bielsku-Białej.